# A Miraculous – Katicabogár és Fekete Macska kalandjai epizódjainak listája
Ez a lap a Miraculous – Katicabogár és Fekete Macska kalandjai epizódjait mutatja be.

## Évados áttekintés
| Évad | Évad | Epizódok | Eredeti sugárzás    | Eredeti sugárzás     | Magyar sugárzás    | Magyar sugárzás    |
| Évad | Évad | Epizódok | Évadpremier         | Évadfinálé           | Évadpremier        | Évadfinálé         |
| ---- | ---- | -------- | ------------------- | -------------------- | ------------------ | ------------------ |
|      | 1    | 26       | 2015. szeptember 1. | 2016. március 19.    | 2015. december 6.  | 2016. október 31.  |
|      | 2    | 26       | 2016. december 11.  | 2018. november 3.    | 2017. december 6.  | 2019. május 31.    |
|      | 3    | 26       | 2018. december 1.   | 2019. november 13.   | 2019. november 4.  | 2019. december 6.  |
|      | 4    | 26       | 2021. március 23.   | 2022. március 10.    | 2021. október 4.   | 2022. április 13.  |
|      | 5    | 27       | 2022. június 13.    | 2023. szeptember 19. | 2022. november 21. | 2023. november 30. |
|      | 6    | 26       | 2025. január 24.    | N/A                  | 2025. április 7.   | N/A                |

## Epizódok

### 1. évad (2015-2016)
| #   | #   | Angol cím Francia cím                                                            | Magyar cím          | Rendezte      | Írta                                                                                         | Eredeti premier                        | Magyar premier       | Gyártási kód |
| --- | --- | -------------------------------------------------------------------------------- | ------------------- | ------------- | -------------------------------------------------------------------------------------------- | -------------------------------------- | -------------------- | ------------ |
| 1.  | 1.  | Stormy Weather Climatika                                                         | Vészjósló           | Thomas Astruc | Fred Lenoir                                                                                  | 2015. október 19. 2015. szeptember 1.  | 2015. december 6.    | 101          |
| 2.  | 2.  | The Bubbler Le Bulleur                                                           | Gömböc              | Thomas Astruc | Thomas Astruc Sébastien Thibaudeau                                                           | 2015. október 20. 2015. szeptember 8.  | 2016. február 15.    | 109          |
| 3.  | 3.  | The Pharaoh Le Pharaon                                                           | A Fáraó             | Thomas Astruc | Cédric Bacconnier                                                                            | 2015. október 21. 2015. október 13.    | 2016. február 18.    | 115          |
| 4.  | 4.  | Lady Wifi                                                                        | Wifi Lady           | Thomas Astruc | Sébastien Thibaudeau                                                                         | 2015. október 22. 2015. október 6.     | 2016. február 22.    | 103          |
| 5.  | 5.  | Timebreaker Chronogirl                                                           | Időlopó             | Thomas Astruc | Sébastien Thibaudeau Michaël Delachenal                                                      | 2015. október 23. 2015. szeptember 22. | 2016. február 17.    | 116          |
| 6.  | 6.  | Mr. Pigeon M. Pigeon                                                             | Galamb úr           | Thomas Astruc | Guillaume Mautalent Sébastien Oursel                                                         | 2015. október 23. 2015. szeptember 29. | 2016. február 19.    | 106          |
| 7.  | 7.  | The Evillustrator Le Dessinateur                                                 | A gonosz rajzoló    | Thomas Astruc | Matthieu Choquet                                                                             | 2015. október 26.                      | 2016. február 23.    | 102          |
| 8.  | 8.  | Rogercop                                                                         | A szuperrendőr      | Thomas Astruc | Denis Bardiau                                                                                | 2015. október 27. 2015. október 20.    | 2016. február 24.    | 111          |
| 9.  | 9.  | Copycat L'Imposteur                                                              | Álmacska            | Thomas Astruc | Sébastien Thibaudeau Pascal Boutboul                                                         | 2015. október 28. 2015. szeptember 15. | 2016. február 16.    | 108          |
| 10. | 10. | Dark Cupid Le Dislocœur                                                          | Álnok Ámor          | Thomas Astruc | Régis Jaulin                                                                                 | 2015. október 29.                      | 2016. február 25.    | 105          |
| 11. | 11. | Horrificator                                                                     | Rémúrnő             | Thomas Astruc | Fred Lenoir                                                                                  | 2015. október 30.                      | 2016. október 31.    | 117          |
| 12. | 12. | Darkblade Le Chevalier Noir                                                      | Sötét lovag         | Thomas Astruc | Matthieu Choquet Léonie de Rudder                                                            | 2015. december 6. 2015. november 17.   | 2016. február 26.    | 114          |
| 13. | 13. | The Mime Le Mime                                                                 | A pantomim          | Thomas Astruc | Thomas Astruc, François Charpiat, Michaël Delachenal, Karine Lollichon, Sébastien Thibaudeau | 2015. december 13. 2015. november 24.  | 2016. május 2.       | 119          |
| 14. | 14. | Kung Food                                                                        | Rémséf              | Thomas Astruc | Matthieu Choquet Fred Lenoir                                                                 | 2016. január 10.                       | 2016. május 3.       | 125          |
| 15. | 15. | Gamer Le Gamer                                                                   | A gémer             | Thomas Astruc | Guillaume Mautalent Sébastien Oursel                                                         | 2016. január 17.                       | 2016. május 5.       | 112          |
| 16. | 16. | Animan                                                                           | Vadállat            | Thomas Astruc | Cédric Perrin Jean-Christophe Hervé                                                          | 2016. január 24.                       | 2016. szeptember 12. | 113          |
| 17. | 17. | Antibug                                                                          | Antica              | Thomas Astruc | Sébastien Thibaudeau                                                                         | 2016. január 31.                       | 2016. szeptember 13. | 124          |
| 18. | 18. | The Puppeteer La Marionnettiste                                                  | A bábmester         | Thomas Astruc | Sébastien Thibaudeau                                                                         | 2016. február 7.                       | 2016. május 6.       | 118          |
| 19. | 19. | Reflekta                                                                         | Reflekta            | Thomas Astruc | Sophie Lodwitz Eve Pisler                                                                    | 2016. február 21.                      | 2016. május 10.      | 121          |
| 20. | 20. | Pixelator Numéric                                                                | Paparazzó           | Thomas Astruc | Guillaume Mautalent Sébastien Oursel                                                         | 2016. február 28. 2016. március 3.     | 2016. szeptember 9.  | 107          |
| 21. | 21. | Guitar Villain Guitar Vilain                                                     | Gitáros rém         | Thomas Astruc | Sébastien Thibaudeau                                                                         | 2016. március 13.                      | 2016. szeptember 14. | 120          |
| 22. | 22. | Princess Fragrance Princesse Fragrance                                           | Parfümhercegnő      | Thomas Astruc | Matthieu Choquet Léonie De Rudder                                                            | 2016. március 20. 2016. március 13.    | 2016. május 4.       | 104          |
| 23. | 23. | Simon Says Jackady                                                               | Simon szól          | Thomas Astruc | Fred Lenoir                                                                                  | 2016. március 27. 2016. március 6.     | 2016. május 9.       | 110          |
| 24. | 24. | Volpina                                                                          | Volpina             | Thomas Astruc | Matthieu Choquet Léonie de Rudder                                                            | 2016. április 3. 2016. március 19.     | 2016. szeptember 15. | 126          |
| 25. | 25. | Ladybug & Cat Noir (Origins - Part 1) Ladybug et Chat Noir (Origines - Partie 1) | A kezdetek, 1. rész | Thomas Astruc | Thomas Astruc, Quentin Thibaudeau, Sébastien Thibaudeau                                      | 2016. október 30. 2016. március 1.     | 2016. szeptember 16. | 122          |
| 26. | 26. | Stoneheart (Origins - Part 2) Cœur de pierre (Origines - Partie 2)               | A kezdetek, 2. rész | Thomas Astruc | Thomas Astruc, Quentin Thibaudeau, Sébastien Thibaudeau                                      | 2016. október 30. 2016. március 2.     | 2016. szeptember 16. | 123          |

### 2. évad (2016-2018)
| #   | #   | Angol cím Francia cím                                                                  | Magyar cím             | Rendezte                                         | Írta                                                                               | Eredeti premier                           | Magyar premier      | Gyártási kód |
| --- | --- | -------------------------------------------------------------------------------------- | ---------------------- | ------------------------------------------------ | ---------------------------------------------------------------------------------- | ----------------------------------------- | ------------------- | ------------ |
| 27. | 1.  | Santa Claws Pire Noël                                                                  | Rémapó                 | Thomas Astruc                                    | Történet: Jeremy Zag Tévéjáték: Thomas Astruc, Fred Lenoir, Sébastien Thibaudeau   | 2016. december 11.                        | 2017. december 6.   | 226          |
| 28. | 2.  | The Collector Le Collectionneur                                                        | A gyűjtő               | Thomas Astruc Wilfried Pain                      | Thomas Astruc, Matthieu Choquet, Fred Lenoir, Sébastien Thibaudeau                 | 2017. október 26. 2017. október 21.       | 2018. március 12.   | 201          |
| 29. | 3.  | Despair Bear Doudou Vilain                                                             | Sötét Mancs            | Thomas Astruc Jun Violet                         | Thomas Astruc, Matthieu Choquet, Fred Lenoir, Nolwenn Pierre, Sébastien Thibaudeau | 2017. október 27. 2017. október 21.       | 2018. március 14.   | 204          |
| 30. | 4.  | Prime Queen Audimatrix                                                                 | Szenzácia              | Thomas Astruc Christelle Abgrall                 | Thomas Astruc, Matthieu Choquet, Fred Lenoir, Sébastien Thibaudeau                 | 2017. október 29. 2017. október 25.       | 2018. március 13.   | 202          |
| 31. | 5.  | Befana La Béfana                                                                       | Rémbanya               | Thomas Astruc Benoît Boucher                     | Thomas Astruc, Mélanie Duval, Sébastien Thibaudeau                                 | 2017. október 30.                         | 2018. március 15.   | 208          |
| 32. | 6.  | Riposte                                                                                | Riposzt                | Thomas Astruc Jun Violet                         | Thomas Astruc, Matthieu Choquet, Fred Lenoir, Sébastien Thibaudeau                 | 2017. november 1.                         | 2018. március 21.   | 207          |
| 33. | 7.  | Robostus                                                                               | Robosztus              | Thomas Astruc Wilfried Pain                      | Thomas Astruc, Matthieu Choquet, Fred Lenoir, Sébastien Thibaudeau                 | 2017. november 3.                         | 2018. március 16.   | 211          |
| 34. | 8.  | Gigantitan                                                                             | Kis Titán              | Thomas Astruc Christelle Abgrall                 | Thomas Astruc, Matthieu Choquet, Fred Lenoir, Sébastien Thibaudeau                 | 2017. november 26.                        | 2018. március 19.   | 206          |
| 35. | 9.  | The Dark Owl Le Hibou Noir                                                             | Éjbagoly               | Thomas Astruc Jun Violet                         | Thomas Astruc, Matthieu Choquet, Fred Lenoir, Sébastien Thibaudeau                 | 2016. december 10. 2017. december 5.      | 2018. március 20.   | 213          |
| 36. | 10. | Glaciator                                                                              | Fagyember              | Thomas Astruc Wilfried Pain                      | Thomas Astruc, Matthieu Choquet, Fred Lenoir, Sébastien Thibaudeau                 | 2018. január 14.                          | 2018. március 22.   | 203          |
| 37. | 11. | Sapotis                                                                                | Szapotik               | Thomas Astruc Jun Violet                         | Thomas Astruc, Matthieu Choquet, Fred Lenoir, Sébastien Thibaudeau                 | 2018. január 21.                          | 2018. március 23.   | 212          |
| 38. | 12. | Gorizilla                                                                              | Goridzilla             | Thomas Astruc Benoît Boucher                     | Thomas Astruc, Matthieu Choquet, Mélanie Duval, Sébastien Thibaudeau               | 2018. május 13. 2018. március 14.         | 2018. szeptember 5. | 210          |
| 39. | 13. | Captain Hardrock Capitaine Hardrock                                                    | Hardrock kapitány      | Thomas Astruc Wilfried Pain                      | Thomas Astruc, Fred Lenoir, Jean-Remi Perrin, Sébastien Thibaudeau                 | 2018. május 20.                           | 2018. szeptember 3. | 216          |
| 40. | 14. | Zombizou                                                                               | Zombihölgy             | Thomas Astruc Wilfried Pain                      | Thomas Astruc Wilfried Pain                                                        | 2018. május 27. 2018. április 13.         | 2018. szeptember 7. | 215          |
| 41. | 15. | Syren                                                                                  | Sellő                  | Thomas Astruc Benoît Boucher                     | Thomas Astruc, Mélanie Duval, Fred Lenoir, Sébastien Thibaudeau                    | 2018. június 3. 2018. május 5.            | 2018. szeptember 6. | 214          |
| 42. | 16. | Frightningale Rossignoble                                                              | Sztária                | Thomas Astruc Christelle Abgrall Jeremy Paoletti | Thomas Astruc, Matthieu Choquet, Fred Lenoir, Sébastien Thibaudeau                 | 2018. június 10. 2018. május 12.          | 2018. szeptember 4. | 209          |
| 43. | 17. | Troublemaker L'insaisissable                                                           | Bajkeverő              | Thomas Astruc Wilfried Pain                      | Thomas Astruc, Matthieu Choquet, Fred Lenoir, Nolwenn Pierre, Sébastien Thibaudeau | 2018. június 17. 2018. június 16.         | 2018. november 12.  | 205          |
| 44. | 18. | Anansi                                                                                 | Anansi                 | Thomas Astruc Benoît Boucher                     | Thomas Astruc, Mélanie Duval, Fred Lenoir, Sébastien Thibaudeau                    | 2018. szeptember 23. 2018. szeptember 10. | 2018. november 21.  | 221          |
| 45. | 19. | Sandboy Le Marchand de Sable                                                           | Lidérc                 | Thomas Astruc Jun Violet                         | Thomas Astruc, Mélanie Duval, Fred Lenoir, Sébastien Thibaudeau                    | 2018. szeptember 30. 2018. szeptember 24. | 2018. november 22.  | 223          |
| 46. | 20. | Reverser Inverso                                                                       | Felcserélő             | Thomas Astruc Benoît Boucher                     | Thomas Astruc Fred Lenoir                                                          | 2018. október 7. 2018. július 23.         | 2018. november 14.  | 220          |
| 47. | 21. | Frozer Le Patineur                                                                     | Jégúr                  | Thomas Astruc Jeremy Paoletti                    | Thomas Astruc, Mélanie Duval, Fred Lenoir, Sébastien Thibaudeau                    | 2018. október 14. 2018. október 12.       | 2018. november 13.  | 217          |
| 48. | 22. | Style Queen (Queen's battle - part 1) Style Queen (Le combat des Reines - 1ère partie) | Csillámkirálynő        | Thomas Astruc Jun Violet                         | Thomas Astruc, Matthieu Choquet, Fred Lenoir, Sébastien Thibaudeau                 | 2018. október 21. 2018. október 6.        | 2018. november 15.  | 218          |
| 49. | 23. | Queen Wasp (Queen's battle - part 2) Queen Wasp (Le combat des Reines - 2ème partie)   | Darázsúrnő             | Thomas Astruc Wilfried Pain                      | Thomas Astruc, Matthieu Choquet, Fred Lenoir, Sébastien Thibaudeau                 | 2018. október 21. 2018. október 6.        | 2018. november 19.  | 219          |
| 50. | 24. | Malediktator Maledikteur                                                               | Diktátor               | Thomas Astruc Benoît Boucher                     | Thomas Astruc, Matthieu Choquet, Fred Lenoir, Sébastien Thibaudeau                 | 2018. október 28. 2018. október 12.       | 2018. november 20.  | 222          |
| 51. | 25. | Catalyst (Heroes' day - part 1) Catalyste (Le Jour des Héros - 1ère partie)            | A hősök napja, 1. rész | Thomas Astruc, Jun Violet, Jeremy Paoletti       | Thomas Astruc, Matthieu Choquet, Mélanie Duval, Fred Lenoir, Sébastien Thibaudeau  | 2018. november 18. 2018. október 21.      | 2019. május 31.     | 224          |
| 52. | 26. | Mayura (Heroes' day - part 2) Mayura (Le Jour des Héros - 2ème partie)                 | A hősök napja, 2. rész | Thomas Astruc, Benoît Boucher, Jun Violet        | Thomas Astruc, Matthieu Choquet, Mélanie Duval, Fred Lenoir, Sébastien Thibaudeau  | 2018. november 18. 2018. november 3.      | 2019. május 31.     | 225          |

### 3. évad (2018-2019)
| #   | #   | Angol cím Francia cím                                                                                          | Magyar cím          | Rendezte                                         | Írta                                                                              | Eredeti premier                                        | Magyar premier     | Gyártási kód |
| --- | --- | --- | ------------------- | ------------------------------------------------ | --------------------------------------------------------------------------------- | ------------------------------------------------------ | ------------------ | ------------ |
| 53. | 1.  | Backwarder Rebrousse-Temps                                                                                     | Retróna             | Thomas Astruc, Jun Violet, Benoît Boucher        | Thomas Astruc, Fred Lenoir, Sébastien Thibaudeau                                  | 2019. április 14. 2019. február 12.                    | 2019. november 7.  | 304          |
| 54. | 2.  | Weredad Papa Garou                                                                                             | Zöldszakáll         | Thomas Astruc, Jun Violet, Lucie Gardes          | Thomas Astruc, Mélanie Duval, Fred Lenoir, Sébastien Thibaudeau                   | 2019. április 21. 2018. december 30.                   | 2019. november 8.  | 306          |
| 55. | 3.  | Chameleon Caméléon                                                                                             | Kaméleon            | Thomas Astruc, Wilfried Pain, Jun Violet         | Thomas Astruc, Mélanie Duval, Fred Lenoir, Sébastien Thibaudeau                   | 2019. április 28. 2018. december 1.                    | 2019. november 4.  | 301          |
| 56. | 4.  | Animaestro | Animájsztró         | Thomas Astruc Jun Violet                         | Thomas Astruc, Mélanie Duval, Sébastien Thibaudeau                                | 2019. május 5. 2019. március 12.                       | 2019. november 5.  | 302          |
| 57. | 5.  | Bakerix Boulangerix                                                                                            | Bigottrix           | Thomas Astruc Jun Violet                         | Thomas Astruc, Fred Lenoir, Sébastien Thibaudeau                                  | 2019. május 12. 2019. május 4.                         | 2019. november 6.  | 303          |
| 58. | 6.  | Silencer Silence                                                                                               | Némító              | Thomas Astruc Jun Violet                         | Thomas Astruc, Mélanie Duval, Fred Lenoir, Sébastien Thibaudeau                   | 2019. május 19. 2019. április 7.                       | 2019. november 11. | 307          |
| 59. | 7.  | Oblivio | Amnézió             | Thomas Astruc, Wilfried Pain, Nicolas Hess       | Thomas Astruc, Mélanie Duval, Jean-Rémi Perrin, Sébastien Thibaudeau              | 2019. május 26. 2019. március 18.                      | 2019. november 14. | 310          |
| 60. | 8.  | Stormy Weather 2 Climatika 2                                                                                   | Vészjósló visszatér | Thomas Astruc Wilfried Pain                      | Thomas Astruc, Mélanie Duval, Fred Lenoir, Sébastien Thibaudeau                   | 2019. június 2. 2019. február 14.                      | 2019. november 18. | 317          |
| 61. | 9.  | Reflekdoll Poupéflekta                                                                                         | Szerepcsere         | Thomas Astruc, Jun Violet, Joanna Celse          | Thomas Astruc, Mélanie Duval, Fred Lenoir, Sébastien Thibaudeau                   | 2019. október 21. 2019. szeptember 3.                  | 2019. november 19. | 305          |
| 62. | 10. | Oni-Chan | Démonlány           | Thomas Astruc Jun Violet                         | Thomas Astruc, Mélanie Duval, Fred Lenoir, Sébastien Thibaudeau                   | 2019. október 21. 2019. május 4.                       | 2019. november 12. | 308          |
| 63. | 11. | Miraculer Miraculeur                                                                                           | Hősmaró             | Thomas Astruc, Jun Violet, Christophe Yoshida    | Thomas Astruc, Matthieu Choquet, Mélanie Duval, Sébastien Thibaudeau              | 2019. október 22. 2019. május 15.                      | 2019. november 13. | 309          |
| 64. | 12. | The Puppeteer 2 La Marionnettiste 2                                                                            | Bábjáték            | Thomas Astruc Jun Violet                         | Thomas Astruc, Mélanie Duval, Fred Lenoir, Sébastien Thibaudeau                   | 2019. október 23. 2019. július 13.                     | 2019. november 21. | 321          |
| 65. | 13. | Desperada | Desperada           | Thomas Astruc Wilfried Pain                      | Thomas Astruc, Mélanie Duval, Wilfried Pain, Sébastien Thibaudeau                 | 2019. október 24. 2019. szeptember 5.                  | 2019. november 20. | 311          |
| 66. | 14. | Startrain | Űrvonat             | Thomas Astruc, Wilfried Pain, Christophe Yoshida | Thomas Astruc, Mélanie Duval, Fred Lenoir, Sébastien Thibaudeau                   | 2019. október 25. 2019. szeptember 16.                 | 2019. november 22. | 313          |
| 67. | 15. | Kwamibuster Chasseuse de Kwamis                                                                                | Kwami-irtó          | Thomas Astruc, Wilfried Pain, Charles Schnek     | Thomas Astruc, Mélanie Duval, Fred Lenoir, Sébastien Thibaudeau                   | 2019. október 27. 2019. október 12.                    | 2019. november 25. | 314          |
| 68. | 16. | Feast Festin                                                                                                   | Falánk              | Thomas Astruc Wilfried Pain                      | Thomas Astruc, Fred Lenoir, Sébastien Thibaudeau                                  | 2019. október 28. 2019. szeptember 17.                 | 2019. november 26. | 315          |
| 69. | 17. | Ikari Gozen | Ikari Gozen         | Thomas Astruc, Jun Violet, Cyril Adam            | Thomas Astruc, Mélanie Duval, Fred Lenoir, Sébastien Thibaudeau                   | 2019. október 29. 2019. július 19. 2019. szeptember 7. | 2019. november 28. | 318          |
| 70. | 18. | Timetagger | Időlovas            | Thomas Astruc, Jun Violet, Cyril Adam            | Thomas Astruc, Mélanie Duval, Fred Lenoir, Sébastien Thibaudeau                   | 2019. október 30. 2019. május 18.                      | 2019. november 29. | 319          |
| 71. | 19. | Party Crasher Trouble Fête                                                                                     | Kanbuli             | Thomas Astruc, Wilfried Pain, Nicolas Hess       | Thomas Astruc, Mélanie Duval, Fred Lenoir, Sébastien Thibaudeau                   | 2019. október 31. 2019. július 6                       | 2019. december 2.  | 320          |
| 72. | 20. | Gamer 2.0 | Gémer 2.0           | Thomas Astruc, Wilfried Pain, Manon Serda        | Thomas Astruc, Mélanie Duval, Sébastien Thibaudeau, Fred Lenoir                   | 2019. november 3. 2019. június 15.                     | 2019. november 27. | 316          |
| 73. | 21. | Cat Blanc Chat Blanc                                                                                           | Fehér Macska        | Thomas Astruc                                    | Thomas Astruc, Mélanie Duval, Fred Lenoir, Sébastien Thibaudeau                   | 2019. november 10. 2019. november 9.                   | 2019. december 3.  | 322          |
| 74. | 22. | Félix | Félix               | Thomas Astruc                                    | Thomas Astruc, Mélanie Duval, Fred Lenoir, Sébastien Thibaudeau                   | 2019. november 17. 2019. november 13.                  | 2019. december 4.  | 323          |
| 75. | 23. | Ladybug | Közellenség         | Thomas Astruc, Wilfried Pain, Isabelle Lemaux    | Thomas Astruc, Mélanie Duval, Fred Lenoir, Sébastien Thibaudeau                   | 2019. november 24. 2019. szeptember 10.                | 2019. december 5.  | 324          |
| 76. | 24. | Chris Master Maître Noël                                                                                       | Chris Király        | Thomas Astruc, Jun Violet, Joanna Celse          | Thomas Astruc, Mélanie Duval, Fred Lenoir, Sébastien Thibaudeau                   | 2019. december 1. 2019. február 8.                     | 2019. november 15. | 312          |
| 77. | 25. | Heart Hunter (The battle of the Miraculous - part 1) Mangeamour (La bataille des Miraculous - 1ère partie)     | Szívnyelő           | Thomas Astruc, Wilfried Pain, Nicolas Hess       | Thomas Astruc, Matthieu Choquet, Mélanie Duval, Fred Lenoir, Sébastien Thibaudeau | 2019. december 8. 2019. október 13.                    | 2019. december 6.  | 325          |
| 78. | 26. | Miracle Queen (The battle of the Miraculous - part 2) Miracle Queen (La bataille des Miraculous - 2ème partie) | Csodatevő           | Thomas Astruc, Wilfried Pain, Jun Violet         | Thomas Astruc, Matthieu Choquet, Mélanie Duval, Fred Lenoir, Sébastien Thibaudeau | 2019. december 8. 2019. október 15.                    | 2019. december 6.  | 326          |

### 4. évad (2021-2022)
| #    | #   | Angol cím Francia cím                                                                                      | Magyar cím              | Rendezte                                                           | Írta                                                            | Eredeti premier                        | Magyar premier    | Gyártási kód |
| ---- | --- | --- | ----------------------- | ------------------------------------------------------------------ | --------------------------------------------------------------- | -------------------------------------- | ----------------- | ------------ |
| 79.  | 1.  | Truth Vérité                                                                                               | Nincstitok              | Thomas Astruc, Wilfried Pain, Jun Violet, Cyril Adam, Nicolas Hess | Thomas Astruc, Mélanie Duval, Fred Lenoir, Sébastien Thibaudeau | 2021. április 11. 2021. április 3.     | 2021. október 4.  | 401          |
| 80.  | 2.  | Lies Mensonge                                                                                              | Fájdalmas tények        | Thomas Astruc, Wilfried Pain, Jun Violet, Cyril Adam, Nicolas Hess | Thomas Astruc, Mélanie Duval, Fred Lenoir, Sébastien Thibaudeau | 2021. április 18. 2021. április 10.    | 2021. október 5.  | 402          |
| 81.  | 3.  | Gang of Secrets Gang des Secrets                                                                           | Titokvadászok           | Thomas Astruc, Wilfried Pain, Jun Violet, Cyril Adam, Nicolas Hess | Thomas Astruc, Mélanie Duval, Fred Lenoir, Sébastien Thibaudeau | 2021. április 25. 2021. április 17.    | 2021. október 6.  | 403          |
| 82.  | 4.  | Mr. Pigeon 72 M. Pigeon 72                                                                                 | Galamb úr 72-edszerre   | Thomas Astruc, Wilfried Pain, Jun Violet, Cyril Adam, Nicolas Hess | Thomas Astruc, Mélanie Duval, Fred Lenoir, Sébastien Thibaudeau | 2021. május 23.                        | 2021. október 7.  | 404          |
| 83.  | 5.  | Furious Fu Fu Furieux                                                                                      | Méreg Fu                | Thomas Astruc, Wilfried Pain, Jun Violet, Cyril Adam, Nicolas Hess | Thomas Astruc, Mélanie Duval, Fred Lenoir, Sébastien Thibaudeau | 2021. május 30. 2021. március 23.      | 2021. október 8.  | 406          |
| 84.  | 6.  | Sole Crusher Pirkell                                                                                       | Lelketlen               | Thomas Astruc, Wilfried Pain, Jun Violet, Cyril Adam, Nicolas Hess | Thomas Astruc, Mélanie Duval, Fred Lenoir, Sébastien Thibaudeau | 2021. június 6. 2021. május 25.        | 2021. október 11. | 407          |
| 85.  | 7.  | Queen Banana                                                                                               | Banánkirálynő           | Thomas Astruc, Wilfried Pain, Jun Violet, Cyril Adam, Nicolas Hess | Thomas Astruc, Mélanie Duval, Fred Lenoir, Sébastien Thibaudeau | 2021. június 13. 2021. május 28.       | 2021. október 12. | 408          |
| 86.  | 8.  | Guiltrip Culpabysse                                                                                        | Bűnverem                | Thomas Astruc, Wilfried Pain, Jun Violet, Cyril Adam, Nicolas Hess | Thomas Astruc, Mélanie Duval, Fred Lenoir, Sébastien Thibaudeau | 2021. június 20. 2021. május 4.        | 2021. október 13. | 411          |
| 87.  | 9.  | Crocoduel                                                                                                  | Leszámolás              | Thomas Astruc, Wilfried Pain, Jun Violet, Cyril Adam, Nicolas Hess | Thomas Astruc, Mélanie Duval, Fred Lenoir, Sébastien Thibaudeau | 2021. augusztus 29. 2021. augusztus 3. | 2022. március 30. | 412          |
| 88.  | 10. | Optygami                                                                                                   | Kíváncsi szemek         | Thomas Astruc, Wilfried Pain, Jun Violet, Cyril Adam, Nicolas Hess | Thomas Astruc, Mélanie Duval, Fred Lenoir, Sébastien Thibaudeau | 2021. szeptember 5. 2021. május 30.    | 2021. október 14. | 413          |
| 89.  | 11. | Sentibubbler Sentibulleur                                                                                  | Ravaszdi                | Thomas Astruc, Wilfried Pain, Jun Violet, Cyril Adam, Nicolas Hess | Thomas Astruc, Mélanie Duval, Fred Lenoir, Sébastien Thibaudeau | 2021. szeptember 12. 2021. július 6.   | 2021. október 15. | 414          |
| 90.  | 12. | Rocketear Larme Ultime                                                                                     | Méregkönny              | Thomas Astruc, Wilfried Pain, Jun Violet, Cyril Adam, Nicolas Hess | Thomas Astruc, Mélanie Duval, Fred Lenoir, Sébastien Thibaudeau | 2021. szeptember 19. 2021. július 13.  | 2021. október 18. | 417          |
| 91.  | 13. | Mega Leech Sangsure                                                                                        | A sokaság ereje         | Thomas Astruc, Wilfried Pain, Jun Violet, Cyril Adam, Nicolas Hess | Thomas Astruc, Mélanie Duval, Fred Lenoir, Sébastien Thibaudeau | 2021. szeptember 26. 2021. július 20.  | 2021. október 20. | 410          |
| 92.  | 14. | Wishmaker Exauceur                                                                                         | Vágyálom                | Thomas Astruc, Wilfried Pain, Jun Violet, Cyril Adam, Nicolas Hess | Thomas Astruc, Mélanie Duval, Fred Lenoir, Sébastien Thibaudeau | 2021. október 3. 2021. augusztus 7.    | 2021. október 19. | 418          |
| 93.  | 15. | Hack-San                                                                                                   | Hekk-Drive              | Thomas Astruc, Wilfried Pain, Jun Violet, Cyril Adam, Nicolas Hess | Thomas Astruc, Mélanie Duval, Fred Lenoir, Sébastien Thibaudeau | 2021. október 10. 2021. szeptember 14. | 2022. április 1.  | 416          |
| 94.  | 16. | Simpleman Simplificator                                                                                    | Csak egyszerűen!        | Thomas Astruc, Wilfried Pain, Jun Violet, Cyril Adam, Nicolas Hess | Thomas Astruc, Mélanie Duval, Fred Lenoir, Sébastien Thibaudeau | 2021. október 17. 2021. szeptember 28. | 2022. március 28. | 419          |
| 95.  | 17. | Glaciator 2                                                                                                | Veszélyes érzelmek      | Thomas Astruc, Wilfried Pain, Jun Violet, Cyril Adam, Nicolas Hess | Thomas Astruc, Mélanie Duval, Fred Lenoir, Sébastien Thibaudeau | 2021. október 24.                      | 2022. március 31. | 415          |
| 96.  | 18. | Dearest Family Chère Famille                                                                               | Csatlóscsalád           | Thomas Astruc, Wilfried Pain, Jun Violet, Cyril Adam, Nicolas Hess | Thomas Astruc, Mélanie Duval, Fred Lenoir, Sébastien Thibaudeau | 2021. október 31. 2021. október 19.    | 2022. március 29. | 421          |
| 97.  | 19. | Ephemeral Éphémère                                                                                         | Nincs visszaút          | Thomas Astruc, Wilfried Pain, Jun Violet, Cyril Adam, Nicolas Hess | Thomas Astruc, Mélanie Duval, Fred Lenoir, Sébastien Thibaudeau | 2021. november 7.                      | 2022. április 5.  | 422          |
| 98.  | 20. | Gabriel Agreste                                                                                            | Mindenki titkol valamit | Thomas Astruc, Wilfried Pain, Jun Violet, Cyril Adam, Nicolas Hess | Thomas Astruc, Mélanie Duval, Fred Lenoir, Sébastien Thibaudeau | 2021. november 14.                     | 2022. április 4.  | 409          |
| 99.  | 21. | Psycomedian Psycomédien                                                                                    | Empátor                 | Thomas Astruc, Wilfried Pain, Jun Violet, Cyril Adam, Nicolas Hess | Thomas Astruc, Mélanie Duval, Fred Lenoir, Sébastien Thibaudeau | 2022. február 13. 2022. január 29.     | 2022. április 6.  | 405          |
| 100. | 22. | Kuro Neko                                                                                                  | Macskarom               | Thomas Astruc, Wilfried Pain, Jun Violet, Cyril Adam, Nicolas Hess | Thomas Astruc, Mélanie Duval, Fred Lenoir, Sébastien Thibaudeau | 2022. február 20. 2022. január 24.     | 2022. április 8.  | 423          |
| 101. | 23. | Penalteam                                                                                                  | Szuperfoci              | Thomas Astruc, Wilfried Pain, Jun Violet, Cyril Adam, Nicolas Hess | Thomas Astruc, Mélanie Duval, Fred Lenoir, Sébastien Thibaudeau | 2022. február 27. 2022. február 14.    | 2022. április 11. | 424          |
| 102. | 24. | Qilin | Csi-Lin                 | Thomas Astruc, Wilfried Pain, Jun Violet, Cyril Adam, Nicolas Hess | Thomas Astruc, Mélanie Duval, Fred Lenoir, Sébastien Thibaudeau | 2022. március 6. 2022. február 12.     | 2022. április 7.  | 420          |
| 103. | 25. | Risk (Shadow Moth's Final Attack - Part 1) Risque (La Dernière Attaque de Papillombre - Partie 1)          | Gondatlan               | Thomas Astruc, Wilfried Pain, Jun Violet, Cyril Adam, Nicolas Hess | Thomas Astruc, Mélanie Duval, Fred Lenoir, Sébastien Thibaudeau | 2022. március 13. 2022. március 5.     | 2022. április 12. | 425          |
| 104. | 26. | Strike Back (Shadow Moth's Final Attack - Part 2) Réplique (La Dernière Attaque de Papillombre - Partie 2) | Tomboló                 | Thomas Astruc, Wilfried Pain, Jun Violet, Cyril Adam, Nicolas Hess | Thomas Astruc, Mélanie Duval, Fred Lenoir, Sébastien Thibaudeau | 2022. március 13. 2022. március 10.    | 2022. április 13. | 426          |

### 5. évad (2022-2023)
| #    | #   | Angol cím Francia cím                                                                    | Magyar cím                                  | Rendezte                                                           | Írta                                                            | Eredeti premier                           | Magyar premier                                    | Gyártási kód |
| ---- | --- | ---------------------------------------------------------------------------------------- | ------------------------------------------- | ------------------------------------------------------------------ | --------------------------------------------------------------- | ----------------------------------------- | ------------------------------------------------- | ------------ |
| 105. | 1.  | Evolution                                                                                | Evolúció                                    | Thomas Astruc, Wilfried Pain, Jun Violet, Cyril Adam, Nicolas Hess | Thomas Astruc, Mélanie Duval, Fred Lenoir, Sébastien Thibaudeau | 2022. október 24. 2022. június 13.        | 2022. november 21.                                | 501          |
| 106. | 2.  | Multiplication                                                                           | Sokszorozódás                               | Thomas Astruc, Wilfried Pain, Jun Violet, Cyril Adam, Nicolas Hess | Thomas Astruc, Mélanie Duval, Fred Lenoir, Sébastien Thibaudeau | 2022. október 25. 2022. június 20.        | 2022. november 22.                                | 502          |
| 107. | 3.  | Destruction                                                                              | Pusztítás                                   | Thomas Astruc, Wilfried Pain, Jun Violet, Cyril Adam, Nicolas Hess | Thomas Astruc, Mélanie Duval, Fred Lenoir, Sébastien Thibaudeau | 2022. október 26. 2022. október 17.       | 2022. november 23.                                | 503          |
| 108. | 4.  | Jubilation                                                                               | Örvendezés                                  | Thomas Astruc, Wilfried Pain, Jun Violet, Cyril Adam, Nicolas Hess | Thomas Astruc, Mélanie Duval, Fred Lenoir, Sébastien Thibaudeau | 2022. október 27. 2022. október 24.       | 2022. november 24.                                | 504          |
| 109. | 5.  | Determination Détermination                                                              | Elhatározás                                 | Thomas Astruc, Wilfried Pain, Jun Violet, Cyril Adam, Nicolas Hess | Thomas Astruc, Mélanie Duval, Fred Lenoir, Sébastien Thibaudeau | 2022. október 28.                         | 2022. november 28.                                | 506          |
| 110. | 6.  | Passion                                                                                  | Szenvedély                                  | Thomas Astruc, Wilfried Pain, Jun Violet, Cyril Adam, Nicolas Hess | Thomas Astruc, Mélanie Duval, Fred Lenoir, Sébastien Thibaudeau | 2022. október 31.                         | 2022. november 29.                                | 507          |
| 111. | 7.  | Reunion Réunion                                                                          | Találkozó                                   | Thomas Astruc, Wilfried Pain, Jun Violet, Cyril Adam, Nicolas Hess | Thomas Astruc, Mélanie Duval, Fred Lenoir, Sébastien Thibaudeau | 2022. november 1.                         | 2022. november 30.                                | 508          |
| 112. | 8.  | Illusion                                                                                 | Illúzió                                     | Thomas Astruc, Wilfried Pain, Jun Violet, Cyril Adam, Nicolas Hess | Thomas Astruc, Mélanie Duval, Fred Lenoir, Sébastien Thibaudeau | 2022. november 2.                         | 2022. november 25.                                | 505          |
| 113. | 9.  | Elation Exaltation                                                                       | Lelkesedés                                  | Thomas Astruc, Wilfried Pain, Jun Violet, Cyril Adam, Nicolas Hess | Thomas Astruc, Mélanie Duval, Fred Lenoir, Sébastien Thibaudeau | 2022. november 3.                         | 2023. április 15. (Disney+) 2023. május 22.       | 509          |
| 114. | 10. | Transmission (The Kwamis' Choice - Part 1) Transmission (Le choix des Kwamis - Partie 1) | Átvitel (A Kwamik választása - 1. rész)     | Thomas Astruc, Wilfried Pain, Jun Violet, Cyril Adam, Nicolas Hess | Thomas Astruc, Mélanie Duval, Fred Lenoir, Sébastien Thibaudeau | 2023. április 2. 2022. december 12.       | 2023. május 23.                                   | 510          |
| 115. | 11. | Deflagration (The Kwamis' Choice - Part 2) Déflagration (Le Choix de Kwamis - Partie 2)  | Deflagráció (A Kwamik választása - 2. rész) | Thomas Astruc, Wilfried Pain, Jun Violet, Cyril Adam, Nicolas Hess | Thomas Astruc, Mélanie Duval, Fred Lenoir, Sébastien Thibaudeau | 2023. április 2. 2023. február 10.        | 2023. május 24.                                   | 511          |
| 116. | 12. | Perfection                                                                               | Tökéletesség                                | Thomas Astruc, Wilfried Pain, Jun Violet, Cyril Adam, Nicolas Hess | Thomas Astruc, Mélanie Duval, Fred Lenoir, Sébastien Thibaudeau | 2023. április 9. 2022. november 21.       | 2023. május 25.                                   | 512          |
| 117. | 13. | Migration                                                                                | Vándorlás                                   | Thomas Astruc, Wilfried Pain, Jun Violet, Cyril Adam, Nicolas Hess | Thomas Astruc, Mélanie Duval, Fred Lenoir, Sébastien Thibaudeau | 2023. április 16. 2023. április 13.       | 2023. május 26.                                   | 513          |
| 118. | 14. | Derision Dérision                                                                        | Kigúnyolás                                  | Thomas Astruc, Wilfried Pain, Jun Violet, Cyril Adam, Nicolas Hess | Thomas Astruc, Mélanie Duval, Fred Lenoir, Sébastien Thibaudeau | 2023. április 16. 2023. április 14.       | 2023. május 29.                                   | 514          |
| 119. | 15. | Intuition                                                                                | Megérzés                                    | Thomas Astruc, Wilfried Pain, Jun Violet, Cyril Adam, Nicolas Hess | Thomas Astruc, Mélanie Duval, Fred Lenoir, Sébastien Thibaudeau | 2023. április 23.                         | 2023. május 30.                                   | 515          |
| 120. | 16. | Protection                                                                               | Védelem                                     | Thomas Astruc, Wilfried Pain, Jun Violet, Cyril Adam, Nicolas Hess | Thomas Astruc, Mélanie Duval, Fred Lenoir, Sébastien Thibaudeau | 2023. április 30. 2022. november 28.      | 2023. május 31.                                   | 516          |
| 121. | 17. | Adoration                                                                                | Imádat                                      | Thomas Astruc, Wilfried Pain, Jun Violet, Cyril Adam, Nicolas Hess | Thomas Astruc, Mélanie Duval, Fred Lenoir, Sébastien Thibaudeau | 2023. május 7. 2023. március 28.          | 2023. június 1.                                   | 517          |
| 122. | 18. | Emotion Émotion                                                                          | Érzelem                                     | Thomas Astruc, Wilfried Pain, Jun Violet, Cyril Adam, Nicolas Hess | Thomas Astruc, Mélanie Duval, Fred Lenoir, Sébastien Thibaudeau | 2023. május 14. 2022. november 21.        | 2023. június 2.                                   | 518          |
| 123. | 19. | Pretension Prétention                                                                    | Elbizakodottság                             | Thomas Astruc, Wilfried Pain, Jun Violet, Cyril Adam, Nicolas Hess | Thomas Astruc, Mélanie Duval, Fred Lenoir, Sébastien Thibaudeau | 2023. október 23. 2022. december 30.      | 2023. július 19. (Disney+) 2023. november 20.     | 519          |
| 124. | 20. | Revelation Révélation                                                                    | Felismerés                                  | Thomas Astruc, Wilfried Pain, Jun Violet, Cyril Adam, Nicolas Hess | Thomas Astruc, Mélanie Duval, Fred Lenoir, Sébastien Thibaudeau | 2023. október 24. 2022. december 30.      | 2023. szeptember 11. (Disney+) 2023. november 21. | 520          |
| 125. | 21. | Confrontation                                                                            | Konfrontáció                                | Thomas Astruc, Wilfried Pain, Jun Violet, Cyril Adam, Nicolas Hess | Thomas Astruc, Mélanie Duval, Fred Lenoir, Sébastien Thibaudeau | 2023. október 25. 2023. május 27.         | 2023. szeptember 13. (Disney+) 2023. november 22. | 521          |
| 126. | 22. | Collusion                                                                                | Szövetkezés                                 | Thomas Astruc, Wilfried Pain, Jun Violet, Cyril Adam, Nicolas Hess | Thomas Astruc, Mélanie Duval, Fred Lenoir, Sébastien Thibaudeau | 2023. október 26. 2023. május 27.         | 2023. szeptember 13. (Disney+) 2023. november 24. | 522          |
| 127. | 23. | Revolution Révolution                                                                    | Forradalom                                  | Thomas Astruc, Wilfried Pain, Jun Violet, Cyril Adam, Nicolas Hess | Thomas Astruc, Mélanie Duval, Fred Lenoir, Sébastien Thibaudeau | 2023. október 27. 2023. június 17.        | 2023. szeptember 30. (Disney+) 2023. november 27. | 523          |
| 128. | 24. | Representation Représentation                                                            | Képviselet                                  | Thomas Astruc, Wilfried Pain, Jun Violet, Cyril Adam, Nicolas Hess | Thomas Astruc, Mélanie Duval, Fred Lenoir, Sébastien Thibaudeau | 2023. október 28. 2023. június 3.         | 2023. szeptember 30. (Disney+) 2023. november 28. | 524          |
| 129. | 25. | Conformation (The Final Day - Part 1) Conformation (Le Dernier Jour - Partie 1)          | Alkalmazkodás (Az utolsó nap - 1. rész)     | Thomas Astruc, Wilfried Pain, Jun Violet, Cyril Adam, Nicolas Hess | Thomas Astruc, Mélanie Duval, Fred Lenoir, Sébastien Thibaudeau | 2023. november 1. 2023. július 1.         | 2023. október 5. (Disney+) 2023. november 29.     | 525          |
| 130. | 26. | Re-creation (The Final Day - Part 2) Re-création (Le Dernier Jour - Partie 2)            | Újjáteremtés (Az utolsó nap - 2. rész)      | Thomas Astruc, Wilfried Pain, Jun Violet, Cyril Adam, Nicolas Hess | Thomas Astruc, Mélanie Duval, Fred Lenoir, Sébastien Thibaudeau | 2023. november 1. 2023. július 1.         | 2023. november 30.                                | 526          |
| 131. | 27. | Action                                                                                   | Akció                                       | Thomas Astruc, Wilfried Pain, Jun Violet, Cyril Adam, Nicolas Hess | Thomas Astruc, Mélanie Duval, Fred Lenoir, Sébastien Thibaudeau | 2023. szeptember 17. 2023. szeptember 10. | 2023. november 23.                                | 527          |

### 6. évad (2025-)
| #    | #   | Angol cím Francia cím                           | Magyar cím        | Rendezte                     | Írta                                                  | Eredeti premier                    | Magyar premier    | Gyártási kód |
| ---- | --- | ----------------------------------------------- | ----------------- | ---------------------------- | ----------------------------------------------------- | ---------------------------------- | ----------------- | ------------ |
| 132  | 1   | The Illustrhater Dessinatriste                  | Az Illusztrutátor | Thomas Astruc, Wilfried Pain | Thomas Astruc, Sébastien Thibaudeau, Caroline Torelli | 2025. március 23. 2025. január 24. | 2025. április 8.  | 602          |
| 133. | 2.  | Sublimation                                     | Szublimáció       | Thomas Astruc, Wilfried Pain | Thomas Astruc, Jean-Rémi Perrin, Sébastien Thibaudeau | 2025. március 23. 2025. január 31. | 2025. április 7.  | 603          |
| 134. | 3.  | Werepapas Papys Garous                          | Vérpapák          | Thomas Astruc, Wilfried Pain | Thomas Astruc, Sébastien Thibaudeau                   | 2025. március 26. 2025. február 7. | 2025. április 10. | 605          |
| 135. | 4.  | Daddycop                                        | Apuzsaru          | Thomas Astruc, Wilfried Pain | Thomas Astruc, Pierre Doublier, Sébastien Thibaudeau  | 2025. április 2. 2025. február 8.  | 2025. április 9.  | 604          |
| 136. | 5.  | Revelator                                       |                   | Thomas Astruc, Wilfried Pain | Thomas Astruc, Sébastien Thibaudeau, Caroline Torelli | 2025. április 9. 2025. március 21. |                   | 611          |
| 137. | 6.  | Climatiqueen                                    |                   | Thomas Astruc, Wilfried Pain | Thomas Astruc, Sébastien Thibaudeau                   | 2025. április 16.                  |                   | 601          |
| 138. | 7.  | El Toro De Piedra                               |                   | Thomas Astruc, Wilfried Pain | Thomas Astruc, Sébastien Thibaudeau, Caroline Torelli | 2025. április 23.                  |                   | 607          |
| 139. | 8.  | The Ruler La Redresseuse                        |                   | Thomas Astruc, Wilfried Pain | Thomas Astruc, Pierre Doublier, Sébastien Thibaudeau  | 2025. május 4.                     |                   | 615          |
| 140. | 9.  | Mister Agreste Monsieur Agreste                 |                   |                              |                                                       | 2025. szeptember 27.               |                   | 609          |
| N/A  | N/A | Sleeping Syren Princesse Syren                  |                   |                              |                                                       |                                    |                   | 606          |
| N/A  | N/A | Vampigami                                       |                   |                              |                                                       |                                    |                   | 608          |
| N/A  | N/A | The Dark Castle Le Château Noir                 |                   |                              |                                                       |                                    |                   | 610          |
| N/A  | N/A | Wreckless Driver Psyconductrice                 |                   |                              |                                                       |                                    |                   | 612          |
| N/A  | N/A | Yaksi Gozen                                     |                   |                              |                                                       |                                    |                   | 613          |
| N/A  | N/A | Grendiaper Couchorak                            |                   |                              |                                                       |                                    |                   | 614          |
| N/A  | N/A | Noe                                             |                   |                              |                                                       |                                    |                   | 616          |
| N/A  | N/A | A Fairy Good Night La Fée De Beaux Rêves        |                   |                              |                                                       |                                    |                   | 617          |
| N/A  | N/A | The Dirtifiers Les Crassetastrophes             |                   |                              |                                                       |                                    |                   | 618          |
| N/A  | N/A | Riginarazione                                   |                   |                              |                                                       |                                    |                   | 619          |
| N/A  | N/A | Heartfixer Renverse-cœurs                       |                   |                              |                                                       |                                    |                   | 620          |
| N/A  | N/A | The Chained Titans Les Titans Chaînes           |                   |                              |                                                       |                                    |                   | 621          |
| N/A  | N/A | Lady Chaos                                      |                   |                              |                                                       |                                    |                   | 622          |
| N/A  | N/A | Sadnansi Tristanansi                            |                   |                              |                                                       |                                    |                   | 623          |
| N/A  | N/A | Queen of the Dreadzone La Reine De Frayeurville |                   |                              |                                                       |                                    |                   | 624          |
| N/A  | N/A | Secret Protocol Protocole Secret                |                   |                              |                                                       |                                    |                   | 625          |
| N/A  | N/A | Nemesis                                         |                   |                              |                                                       |                                    |                   | 626          |

## Különkiadások
| #  | Angol cím Francia cím | Magyar cím                                                                 | Rendezte      | Írta                                                                              | Eredeti premier                           | Magyar premier     |
| -- | --- | -------------------------------------------------------------------------- | ------------- | --------------------------------------------------------------------------------- | ----------------------------------------- | ------------------ |
| 1. | Miraculous World: New York – United HeroeZ Miraculous World: New York – les héros unis                                        | Katica és Fekete Macska kalandjai a világ körül: Egyesült Hősök            | Thomas Astruc | Thomas Astruc, Matthieu Choquet, Mélanie Duval, Fred Lenoir, Sébastien Thibaudeau | 2020. szeptember 26. 2020. szeptember 25. | 2020. december 19. |
| 2. | Miraculous World: Shanghai – The Legend of Lady Dragon Miraculous World: Shanghai – la légende de Lady Dragon                 | Katica és Fekete Macska kalandjai a világ körül: A Sárkányhölgy legendája  | Thomas Astruc | Thomas Astruc, Matthieu Choquet, Mélanie Duval, Fred Lenoir, Sébastien Thibaudeau | 2021. április 4. 2021. május 28.          | 2021. május 29.    |
| 3. | Miraculous World: Paris – Tales of Shadybug and Claw Noir Miraculous World: Paris, les aventures de Toxinelle et Griffe Noire | Katica és Fekete Macska kalandjai a világ körül: Árnybogár és Fekete Karom | Thomas Astruc | Thomas Astruc, Mélanie Duval, Fred Lenoir, Sébastien Thibaudeau                   | 2023. október 21. 2023. december 9.       | 2023. december 16. |
| 4. | Miraculous World: London – At The Edge of Time La Fin de Ladybug                                                              | Katica és Fekete Macska kalandjai a világ körül: Az idő peremén            | Thomas Astruc | Thomas Astruc, Mélanie Duval, Fred Lenoir, Sébastien Thibaudeau                   | 2024. október 5.                          | 2024. november 30. |
| 5. | Miraculous World: Tokyo – Stellar Force                                                                                       |                                                                            | Thomas Astruc |                                                                                   |                                           |                    |
| 6. | Miraculous World: Dakar |                                                                            | Thomas Astruc |                                                                                   |                                           |                    |
| 7. | Miraculous World: Rio de Janeiro                                                                                              |                                                                            | Thomas Astruc |                                                                                   |                                           |                    |
| 8. | Miraculous World: One Night Mission Miraculous World: Mission d'une nuit                                                      |                                                                            | Thomas Astruc |                                                                                   |                                           |                    |

## Csodálatos titkok (Miraculous Secrets)
| #       | #       | Angol cím Francia cím                                            | Magyar cím                       | Rendezte      | Írta                 | Eredeti premier                        | Magyar premier                                                                               |         |         |
| 1. évad | 1. évad | 1. évad                                                          | 1. évad                          | 1. évad       | 1. évad              | 1. évad                                | 1. évad                                                                                      | 1. évad | 1. évad |
| ------- | ------- | ---------------------------------------------------------------- | -------------------------------- | ------------- | -------------------- | -------------------------------------- | -------------------------------------------------------------------------------------------- | ------- | ------- |
| 1.      | 1.      | Cat Noir as seen by Marinette Chat Noir vu par Marinette         | Fekete Macska Marinette szemével | Thomas Astruc |                      | 2015. október 2. 2016. szeptember 24.  | 2022. június 14.                                                                             |         |         |
| 2.      | 2.      | Marinette and Adrien Marinette et Adrien                         | Marinette és Adrien              | Thomas Astruc |                      | 2015. október 7. 2016. szeptember 24.  | 2022. június 14.                                                                             |         |         |
| 3.      | 3.      | Marinette's Double Life La Double Vie de Marinette               | Marinette kettős élete           | Thomas Astruc |                      | 2015. október 9. 2016. szeptember 24.  | 2022. június 14.                                                                             |         |         |
| 4.      | 4.      | My Birthday Party La Fête d'anniversaire                         | Születésnapi buli                | Thomas Astruc |                      | 2015. október 13. 2016. szeptember 24. | 2022. június 14.                                                                             |         |         |
| 5.      | 5.      | Marinette and Alya Marinette et Alya                             | Marinette és Alya                | Thomas Astruc |                      | 2015. október 16. 2016. szeptember 24. | 2022. június 14.                                                                             |         |         |
| 6.      | 6.      | Marinette in Paris Marinette et Paris                            | Marinette Párizsban              | Thomas Astruc |                      | 2015. november 12. 2015. december 17.  | 2022. június 14.                                                                             |         |         |
| 7.      | 7.      | Marinette and Fashion Marinette et la Mode                       | Marinette és a divat             | Thomas Astruc |                      | 2015. november 19. 2016. január 8.     | 2022. június 14.                                                                             |         |         |
| 8.      | 8.      | Ladyblog                                                         | Katicablogár                     | Thomas Astruc |                      | 2015. november 26. 2016. január 22.    | 2022. június 14.                                                                             |         |         |
| 9.      | 9.      | Adrien's Double Life La Double Vie d'Adrien                      | Adrien kettős élete              | Thomas Astruc |                      | 2015. december 18. 2016. január 29.    | 2022. június 14.                                                                             |         |         |
| 10.     | 10.     | Ladybug as seen by Adrien Ladybug vue par Adrien                 | Katicabogár Adrien szemével      | Thomas Astruc |                      | 2015. december 24. 2016. január 9.     | 2022. június 14.                                                                             |         |         |
| 2. évad |         |                                                                  |                                  |               |                      |                                        |                                                                                              |         |         |
| 11.     | 1.      | Tikki                                                            | Tikki                            | Thomas Astruc | Sébastien Thibaudeau | 2018. május 2. 2018. június 6.         | 2021. március 4. (Disney Csatorna) 2022. június 14. (Disney+)                                |         |         |
| 12.     | 2.      | Master Fu Maitre Fu                                              | Fu mester                        | Thomas Astruc | Sébastien Thibaudeau | 2018. május 2. 2019. május 25.         | 2021. március 8. (Disney Csatorna) 2022. június 14. (Disney+)                                |         |         |
| 13.     | 3.      | Plagg                                                            | Adrien és Plagg                  | Thomas Astruc | Nolwenn Pierre       | 2018. május 18. 2018. június 9.        | 2021. március 9. (Disney Csatorna) 2022. június 14. (Disney+)                                |         |         |
| 14.     | 4.      | Friends Les Copines                                              | A csajok                         | Thomas Astruc | Nolwenn Pierre       | 2018. május 18. 2019. szeptember 14.   | 2021. március 9. (Disney Csatorna) 2022. június 14. (Disney+)                                |         |         |
| 15.     | 5.      | Max                                                              | Max                              | Thomas Astruc | Nolwenn Pierre       | 2018. május 28. 2019. október 12.      | 2021. február 28. (Disney Csatorna) 2022. június 14. (Disney+)                               |         |         |
| 16.     | 6.      | Nino                                                             | Nino                             | Thomas Astruc | Nolwenn Pierre       | 2018. június 4. 2019. október 9.       | 2021. március 9. (Disney Csatorna) 2022. június 14. (Disney+)                                |         |         |
| 17.     | 7.      | Mylène                                                           | Mylène                           | Thomas Astruc | Nolwenn Pierre       | 2019. január 18. 2019. november 9.     | 2021. március 9. (Disney Csatorna) 2022. június 14. (Disney+)                                |         |         |
| 18.     | 8.      | Alix                                                             | Alix                             | Thomas Astruc | Nolwenn Pierre       | 2019. január 25. 2019. november 21.    | 2019. augusztus 24. (YouTube) 2021. március 10. (Disney Csatorna) 2022. június 14. (Disney+) |         |         |
| 19.     | 9.      | Sabrina                                                          | Sabrina                          | Thomas Astruc | Sébastien Thibaudeau | 2019. február 1. 2019. december 8.     | 2019. augusztus 30. (YouTube) 2021. március 5. (Disney Csatorna) 2022. június 14. (Disney+)  |         |         |
| 20.     | 10.     | Rose                                                             | Rose                             | Thomas Astruc | Nolwenn Pierre       | 2019. február 8. 2019. december 16.    | 2019. július 26. (YouTube) 2021. március 9. (Disney Csatorna) 2022. június 14. (Disney+)     |         |         |
| 21.     | 11.     | Gabriel                                                          | Gabriel                          | Thomas Astruc | Sébastien Thibaudeau | 2019. március 7. 2021. január 12.      | 2021. március 5. (Disney Csatorna) 2022. június 14. (Disney+)                                |         |         |
| 22.     | 12.     | Ivan                                                             | Ivan                             | Thomas Astruc | Nolwenn Pierre       | 2019. március 8. 2019. május 17.       | 2021. június 22. (Disney Csatorna) 2022. június 14. (Disney+)                                |         |         |
| 23.     | 13.     | Nathaniel & Marc                                                 | Nathaniel és Marc                | Thomas Astruc | Sébastien Thibaudeau | 2019. március 8. 2021. január 19.      | 2021. március 5. (Disney Csatorna) 2022. június 14. (Disney+)                                |         |         |
| 3. évad |         |                                                                  |                                  |               |                      |                                        |                                                                                              |         |         |
| 24.     | 1.      | Chloé as seen by Marinette Chloé vue par Marinette               | Ki is az a Chloé?                | Thomas Astruc | Nolwenn Pierre       | 2019. március 8. 2020. január 22.      | 2022. június 14.                                                                             |         |         |
| 25.     | 2.      | Marinette as seen by Chloé Marinette vue par Chloé               | Ki is az a Marinette?            | Thomas Astruc | Nolwenn Pierre       | 2019. március 8. 2019. május 31.       | 2022. június 14.                                                                             |         |         |
| 26.     | 3.      | Lila                                                             | Lila                             | Thomas Astruc | Nolwenn Pierre       | 2019. április 8. 2019. június 7.       | 2022. június 14.                                                                             |         |         |
| 27.     | 4.      | Hawk Moth and the Akumatized Villains Papillon et les Akumatisés | Halálfej és a csatlósai          | Thomas Astruc | Sébastien Thibaudeau | 2019. december 12. 2019. december 13.  | 2022. június 14.                                                                             |         |         |
| 28.     | 5.      | Family La Famille                                                | A család                         | Thomas Astruc | Nolwenn Pierre       | 2019. december 12. 2019. december 18.  | 2022. június 14.                                                                             |         |         |
| 29.     | 6.      | Kagami as seen by Marinette Kagami vue par Marinette             | Kagami Marinette szemével        | Thomas Astruc | Nolwenn Pierre       | 2019. december 12. 2019. december 27.  | 2022. június 14.                                                                             |         |         |
| 30.     | 7.      | Kagami as seen by Adrien Kagami vue par Adrien                   | Kagami Adrien szemével           | Thomas Astruc | Sébastien Thibaudeau | 2019. december 12. 2020. január 3.     | 2022. június 14.                                                                             |         |         |
| 31.     | 8.      | Luka as seen by Marinette Luka vu par Marinette                  | Luka Marinette szemével          | Thomas Astruc | Sébastien Thibaudeau | 2019. december 24. 2020. január 8.     | 2021. március 25. (Disney Csatorna) 2022. június 14. (Disney+)                               |         |         |
| 32.     | 9.      | New Powers Nouveaux Pouvoirs                                     | Új képességek                    | Thomas Astruc | Sébastien Thibaudeau | 2019. december 24. 2020. január 10.    | 2021. április 4. (Disney Csatorna) 2022. június 14. (Disney+)                                |         |         |
| 33.     | 10.     | New Heroes Nouveaux Héros                                        | Új hősök                         | Thomas Astruc | Sébastien Thibaudeau | 2019. december 24. 2020. január 15.    | 2021. április 4. (Disney Csatorna) 2022. június 14. (Disney+)                                |         |         |
| 34.     | 11.     | Nathalie as seen by Gabriel Nathalie vue par Gabriel             | Nathalie Gabriel szemével        | Thomas Astruc | Sébastien Thibaudeau | 2019. december 26. 2020. január 24.    | 2021. április 4. (Disney Csatorna) 2022. június 14. (Disney+)                                |         |         |
| 35.     | 12.     | Mayura and the Sentimonsters Mayura et les Sentimonstres         | Mayura és a gólemek              | Thomas Astruc | Sébastien Thibaudeau | 2019. december 26. 2020. január 17.    | 2021. április 4. (Disney Csatorna) 2022. június 14. (Disney+)                                |         |         |
| 36.     | 13.     | Feelings Les Sentiments                                          | Érzelmek                         | Thomas Astruc | Nolwenn Pierre       | 2020. január 13. 2020. február 12.     | 2021. május 30. (Disney Csatorna) 2022. június 14. (Disney+)                                 |         |         |

## Tales from Paris
| #  | Angol cím      | Francia cím    | Rendezte           | Írta           | Francia premier        | Angol premier     |
| -- | -------------- | -------------- | ------------------ | -------------- | ---------------------- | ----------------- |
| 1. | Repetition     | Répétition     | Neil Kuiffer Meray | Nolwenn Pierre | 2017. január 30. (TF1) | 2017. február 15. |
| 2. | Inspiration    | Inspiration    | Neil Kuiffer Meray | Nolwenn Pierre | 2017. február 3. (TF1) | 2017. január 26.  |
| 3. | Busy Day       | Grosse journée | Neil Kuiffer Meray | Nolwenn Pierre | 2017. február 3. (TF1) | 2017. március 16. |
| 4. | Homework Essay | L'exposé       | Neil Kuiffer Meray | Nolwenn Pierre | 2017. február 3. (TF1) | 2017. április 3.  |
| 5. | The Notebook   | Le Carnet      | Neil Kuiffer Meray | Nolwenn Pierre | 2017. február 3. (TF1) | 2017. január 18.  |

## Miraculous Zag Chibi
| #  | Angol cím                | Francia cím          | Rendezte   | Írta                 | Francia premier     | Angol premier       |
| -- | ------------------------ | -------------------- | ---------- | -------------------- | ------------------- | ------------------- |
| 1. | Rooftop Dinner           | Un dîner de haut vol | Jeremy Zag | Jean-Louis Vandestoc | 2018. augusztus 31. | 2018. augusztus 31. |
| 2. | Catnip Fragrance         | Parfum Corsé         | Jeremy Zag | Valentin Lucas       | 2018. augusztus 31. | 2018. augusztus 31. |
| 3. | The Chase                | Chat perché          | Jeremy Zag | Valentin Lucas       | 2018. augusztus 31. | 2018. augusztus 31. |
| 4. | Curiosity Kicked the Cat | Cher inconnu         | Jeremy Zag | Amanda Sun           | 2018. augusztus 31. | 2018. augusztus 31. |
| 5. | Cutest Cat Fight         | Chat Maillerie       | Jeremy Zag | Valentin Lucas       | 2018. szeptember 7. | 2018. szeptember 7. |
| 6. | Fatal Posy               | Fleur fatale         | Jeremy Zag | Valentin Lucas       | 2018. szeptember 7. | 2018. szeptember 7. |
| 7. | Scarybug                 | Ladybouh             | Jeremy Zag | Valentin Lucas       | 2018. október 26.   | 2018. október 26.   |

## Miraculous: Action
| #  | Angol cím Francia cím                                                               | Magyar cím | Eredeti premier      | Magyar premier     |
| -- | ----------------------------------------------------------------------------------- | ---------- | -------------------- | ------------------ |
| 1. | Youth empowerment and leadership Le pouvoir et le leadership des junes              |            | 2023. szeptember 18. | 2023. december 16. |
| 2. | Reduce, Reuse, Recycle Réduire, Réutiliser, Recycler                                |            | 2023. szeptember 22. | 2023. december 16. |
| 3. | Plastic: The story so far L'histoire du plastique                                   |            | 2023. szeptember 24. | 2023. december 16. |
| 4. | Become an advocate to reduce plastic Devenir un défenseur pour réduire le plastique |            | 2023. szeptember 26. | 2023. december 16. |
| 5. | Inovation & Creavity Innovation et créativité                                       |            | 2023. szeptember 28. | 2023. december 16. |

## Filmek
| #  | Angol cím Francia cím                             | Magyar cím                                                       | Rendezte   | Írta       | Eredeti premier | Magyar premier     |
| -- | ------------------------------------------------- | ---------------------------------------------------------------- | ---------- | ---------- | --------------- | ------------------ |
| 1. | Ladybug & Cat Noir: The Movie Miraculous: Le Film | Miraculous – Katicabogár és Fekete Macska kalandjai – A mozifilm | Jeremy Zag | Jeremy Zag | 2023. július 5. | 2023. augusztus 3. |